# Санта-Мария (Одемира)
Санта-Мария (порт.  Santa Maria) - фрегезия (район) в муниципалитете Одемира округа Бежа в Португалии. Территория – 84,66 км². Население – 2580 жителей. Плотность населения – 30,5 чел/км².